# 인천우체국
인천우체국(仁川郵遞局)은 인천 중구·동구·연수구·옹진군(백령대청도 제외) 지역의 우편, 택배, EMS, 국제우편, 우체국예금보험 업무를 수행하는 경인지방우정청 소속 우체국이다. 인천광역시 연수구 함박뫼로 226(연수동)에 있다.

## 기본 정보
- 주소: 인천광역시 연수구 함박뫼로 226(연수동)
- 우편번호: 21935

## 연혁
- 1884년 11월 18일: 우정총국 인천분국 개국
- 1923년 12월 10일: 인천우체국 청사 건립
- 1949년 8월 13일: 인천우체국으로 개칭
- 1961년 7월 1일: 덕적우체국 개국
- 1962년 5월 16일: 연평우체국 개국
- 1962년 6월 15일: 영종우체국 개국
- 1962년 8월 31일: 만석동우체국 개국
- 1963년 5월 31일: 영흥우체국 개국
- 1963년 8월 1일: 외국우편물 통관업무 취급
- 1966년 11월 10일: 북도우체국 개국
- 1966년 12월 30일: 용유우체국 개국
- 1976년 8월 16일: 송림동우체국 개국
- 1981년 10월 31일: 인천항동우체국 개국
- 1982년 3월 2일: 인천광역시 지방문화재 제8호 지정
- 1987년 12월 21일: 화평동우체국 개국
- 1992년 12월 30일: 연수동우체국 개국
- 1994년 12월 14일: 인천연수2동우편취급소 개국
- 1997년 11월 3일: 인천공항우체국 개국
- 1997년 11월 10일: 인천유통센터우편취급소 개국
- 1999년 1월 2일: 인천대학교우편취급소 개국
- 1999년 1월 1일: 인천이동우체국 폐국[1]
- 1999년 7월 1일: 인천동춘2동우편취급소 개국
- 1999년 12월 1일: 인천옥련동우체국 개국
- 2002년 8월 1일: 인천화물터미널우편취급소 개국[2]
- 2002년 12월 14일: 인천운서동우체국 개국
- 2003년 4월 25일: 인천우체국 이전 개국
- 2005년 1월 1일: 인천중동우체국 개국 (구 인천우체국)
- 2005년 12월 30일: 인천송도동우체국 개국
- 2006년 12월 31일: 인천화물터미널우편취급소 폐국
- 2010년 11월 8일: 우편구역을 다음과 같이 고시[3]
- 2023년 8월 11일: 인천공항우체국 폐국
- 2023년 8월 14일: 인천공항우편취급국 개국

| 배달국       | 배달구역 |
| ------------ | --- |
| 인천우체국   | 동구 · 연수구 · 중구 전 지역 (단, 중구 지역 중 운서동우체국 · 용유우체국 관할 제외) ※옹진군 자월면 · 북도면 장봉리, 안산시 단원구 풍도동 지역 포함 |
| 운서동우체국 | 중구 운서동 · 운남동 · 운북동 · 중산동 |
| 용유우체국   | 중구 남북동 · 덕교동 · 을왕동 · 무의동 |
| 덕적우체국   | 옹진군 덕적면 |
| 북도우체국   | 옹진군 북도면 |
| 연평우체국   | 옹진군 연평면 |
| 영흥우체국   | 옹진군 영흥면 |

- 2011년 10월 4일: 우편구역을 다음과 같이 변경 고시[4]

| 변경전       | 변경전 | 변경후         | 변경후                                                                        |
| 배달국       | 배달구역 | 배달국         | 배달구역                                                                      |
| ------------ | --- | -------------- | ----------------------------------------------------------------------------- |
| 인천우체국   | 동구 · 연수구 · 중구 전 지역 (단, 중구 지역 중 운서동우체국 · 용유우체국 관할 제외) ※옹진군 자월면 · 북도면 장봉리, 안산시 단원구 풍도동 지역 포함 | 인천우체국     | 연수구 전 지역 ※옹진군 자월면 · 북도면 장봉리, 안산시 단원구 풍도동 지역 포함 |
| 인천우체국   | 동구 · 연수구 · 중구 전 지역 (단, 중구 지역 중 운서동우체국 · 용유우체국 관할 제외) ※옹진군 자월면 · 북도면 장봉리, 안산시 단원구 풍도동 지역 포함 | 인천중동우체국 | 동구 · 중구 전 지역 (단, 중구 지역 중 운서동우체국 · 용유우체국 관할 제외)    |
| 운서동우체국 | 중구 운서동 · 운남동 · 운북동 · 중산동 | 운서동우체국   | 중구 운서동 · 운남동 · 운북동 · 중산동                                        |
| 용유우체국   | 중구 남북동 · 덕교동 · 을왕동 · 무의동 | 용유우체국     | 중구 남북동 · 덕교동 · 을왕동 · 무의동                                        |

- 2013년 6월 3일: 인천송도아이타워우체국 개국
- 2013년 12월 16일: 인천송도아이타워우체국을 인천송도G-타워우체국으로 명칭 변경[5]
- 2014년 1월 1일: 우편구역을 다음과 같이 고시[6]

| 배달국           | 배달구역                                                                      | 구역번호                    |
| ---------------- | ----------------------------------------------------------------------------- | --------------------------- |
| 인천우체국       | 연수구 전 지역 ※옹진군 자월면 · 북도면 장봉리, 안산시 단원구 풍도동 지역 포함 | 21900 ~ 22014, 15654        |
| 인천중동우체국   | 동구 전지역, 중구 (단, 운서동 · 운남동 · 운북동 · 중산동 제외)                | 22500 ~ 22575 22300 ~ 22354 |
| 인천운서동우체국 | 운서동 · 운남동 · 운북동 · 중산동                                             | 22355 ~ 22382               |
| 덕적우체국       | 덕적면 진리 · 소야리 · 서포리 · 북리                                          | 23130 ~ 23133               |
| 용유우체국       | 을왕동 · 남북동 · 덕교동                                                      | 22383 ~ 22388 (22382 일부)  |
| 영흥우체국       | 영흥면                                                                        | 23118 ~ 23123               |
| 연평우체국       | 연평면                                                                        | 23108                       |
| 북도우체국       | 북도면                                                                        | 23110 ~ 23116               |

- 2014년 6월 2일: 인천연세대학교우편취급국 개국
- 2016년 4월 18일: 동인천우체국이 인천중동우체국과 통폐합되어 폐국[7]
- 2017년 8월 1일: 인천대학교우편취급국 위탁계약 해지[8] 및 재개국[9]
- 2018년 8월 31일: 연평우체국 별정우체국 지정 해지[10]
- 2018년 9월 3일: 연평우체국 별정우체국 폐국 및 연평우체국(6급) 신설 개국[11]
- 2019년 4월 1일: 인천연세대학교우편취급국을 연세대학교 국제캠퍼스우편취급국으로 명칭 변경[12]
- 2021년 6월 14일 : 용유우체국 폐국[13] 및 인천용유동우편취급국 신설[14]
- 2021년 7월 26일 : 인천운남동우체국 신설 개국[15]

## 관할 우체국
| 우체국명                        | 사진                                                 | 주소                                                           | 비고 |
| ------------------------------- | ---------------------------------------------------- | -------------------------------------------------------------- | --- |
| 덕적우체국                      |                                                      | 인천광역시 옹진군 덕적면 덕적북로133번길 40                    | |
| 동인천우체국                    |                                                      | 인천광역시 동구 금곡로 19 (금곡동)                             | 2016년 4월 18일 폐국 |
| 만석동우체국                    |                                                      | 인천광역시 동구 제물량로 341(만석동)                           | 1962년 8월 31일 신설 |
| 북도우체국                      |                                                      | 인천광역시 옹진군 북도면 시도로 97                             | 1966년 11월 10일 신설 별정우체국                                                                                          |
| 송림동우체국                    |                                                      | 인천광역시 동구 동산로 90(송림동)                              | 1976년 8월 16일 신설 |
| 연세대학교 국제캠퍼스우편취급국 |                                                      | 인천광역시 연수구 송도과학로 85(송도동)                        | 2014년 6월 2일 신설 2019년 4월 1일 인천연세대학교우편취급국에서 명칭 변경                                                 |
| 연수동우체국                    |                                                      | 인천광역시 연수구 비류대로 436(연수동)                         | 1992년 12월 30일 신설 |
| 연평우체국                      |                                                      | 인천광역시 옹진군 연평면 연평로137번길 13                      | 1962년 5월 16일 신설 2018년 9월 3일 별정우체국 폐국 2018년 9월 3일 신설                                                   |
| 영종우체국                      |                                                      | 인천광역시 중구 운남로128번길 7(운남동)                        | 1962년 6월 15일 신설 별정우체국                                                                                           |
| 영흥우체국                      |                                                      | 인천광역시 옹진군 영흥면 영흥로 410                            | 1963년 5월 31일 신설 별정우체국                                                                                           |
| 용유우체국                      |                                                      | 인천광역시 중구 마시란로 314-32(남북동)                        | 1966년 12월 30일 신설 2021년 6월 14일 폐국                                                                                |
| 인천공항우편취급국              | 인천공항 우편취급국(22382 인천 중구 공항로 272, 2층) | 인천광역시 중구 공항로 272(운서동)                             | 1997년 11월 3일 신설 |
| 인천대학교우편취급국            |                                                      | 인천광역시 연수구 아카데미로 119(송도동) 인천대학교            | 1999년 1월 2일 신설 |
| 인천동춘2동우편취급국           |                                                      | 인천광역시 연수구 먼우금로63번길 13, 114호(동춘동, 아주아파트) | 1999년 7월 1일 신설 |
| 인천송도동우체국                |                                                      | 인천광역시 연수구 하모니로35번길 2(송도동)                     | 2005년 12월 30일 신설 |
| 인천송도G-타워우체국            |                                                      | 인천광역시 연수구 아트센터대로 175(송도동)                     | 2013년 6월 3일 신설 2013년 12월 16일 인천송도아이타워우체국에서 명칭 변경                                                 |
| 인천연수2동우편취급국           |                                                      | 인천광역시 연수구 샘말로8번길 20(연수동)                       | 1994년 12월 14일 신설 |
| 인천옥련동우체국                |                                                      | 인천광역시 연수구 한진로38번길 9(옥련동)                       | 1999년 12월 1일 신설 |
| 인천용유동우편취급국            |                                                      | 인천광역시 중구 마시란로 314-32 (남북동)                       | 2021년 6월 14일 신설 |
| 인천운남동우체국                |                                                      | 인천광역시 중구 쪽빛하늘로 21 (운남동)                         | 2021년 7월 26일 신설 |
| 인천운서동우체국                |                                                      | 인천광역시 중구 흰바위로27번길 6(운서동)                       | 2002년 12월 14일 신설 |
| 인천유통센터우편취급국          |                                                      | 인천광역시 동구 방축로83번길 23(송림동)                        | 1997년 11월 10일 신설 |
| 인천중동우체국                  |                                                      | 인천광역시 중구                                                | 구 인천우체국 자리에서 신설, 2019년 임차 청사로 이전, 인천시와 토지 교환을 통해 정식 청사로 이전 예정 2005년 1월 1일 신설 |
| 인천화물터미널우편취급소        |                                                      | 인천광역시 중구 운서동 2851                                    | 2002년 8월 1일 신설 2006년 12월 31일 폐국                                                                                 |
| 항동우체국                      |                                                      | 인천광역시 중구 연안부두로 67(항동7가)                         | 1981년 10월 31일 신설 |
| 화평동우체국                    |                                                      | 인천광역시 동구 송화로 10(화평동)                              | 1987년 12월 21일 신설 |

## 조직
- 영업과
  - 우편영업팀
  - 금융영업팀
- 우편물류과
  - 집배실
  - 특·발팀
  - 소포실
  - 운용실
- 지원과
- 경영지도실

## 사진

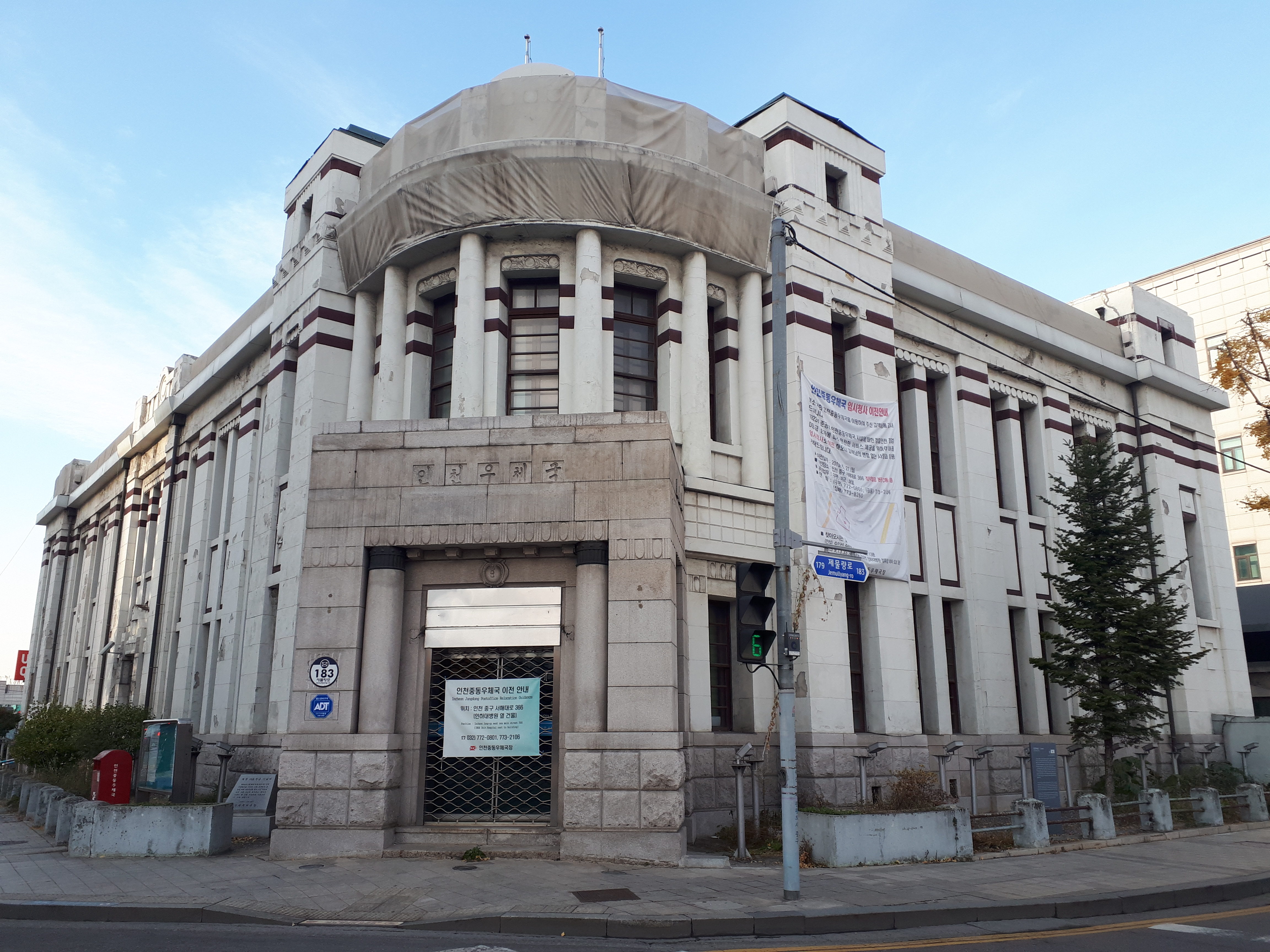
구 인천우체국 (현 인천중동우체국), 보수공사로 옛 현판이 보인다.
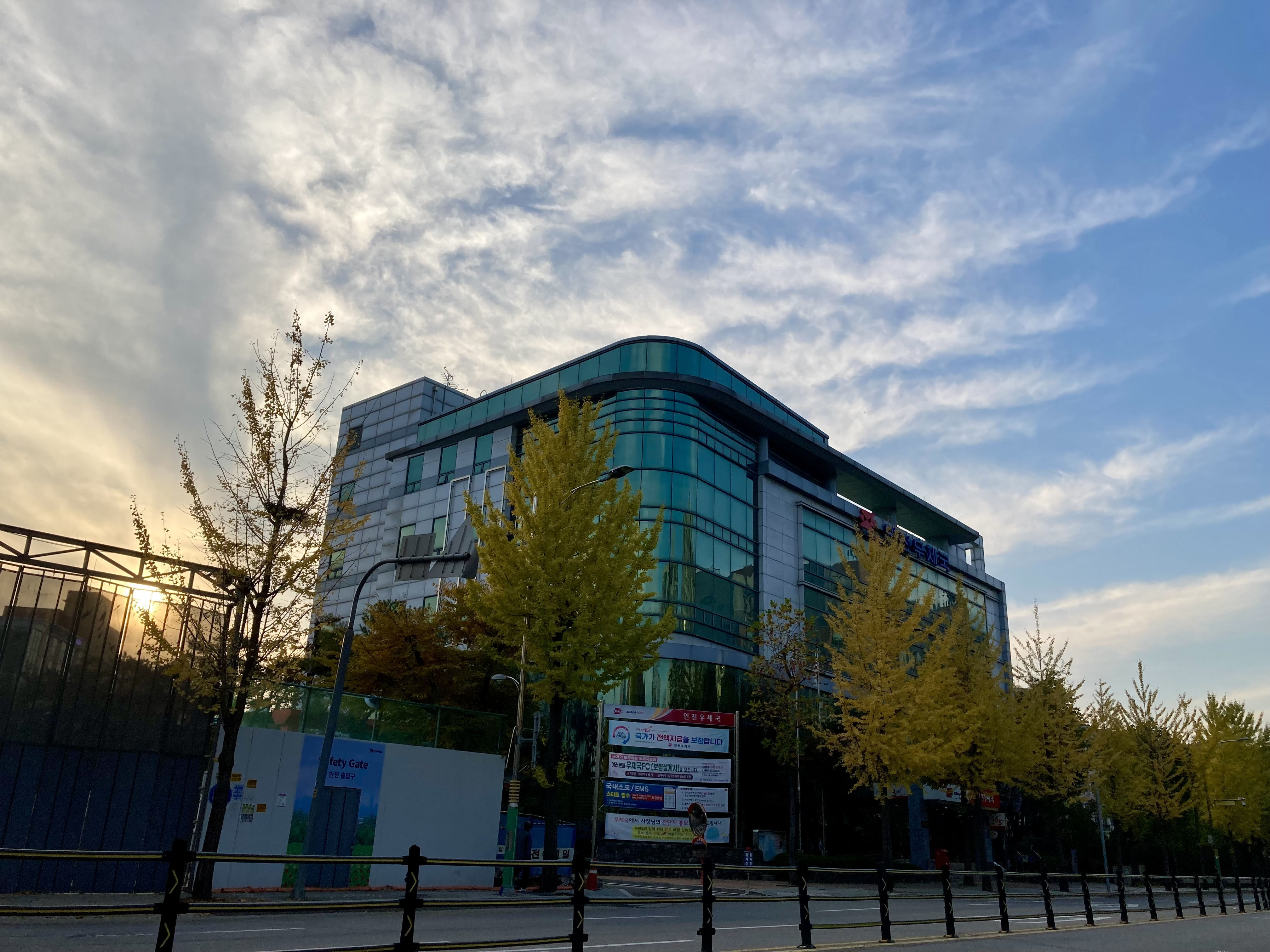
인천우체국
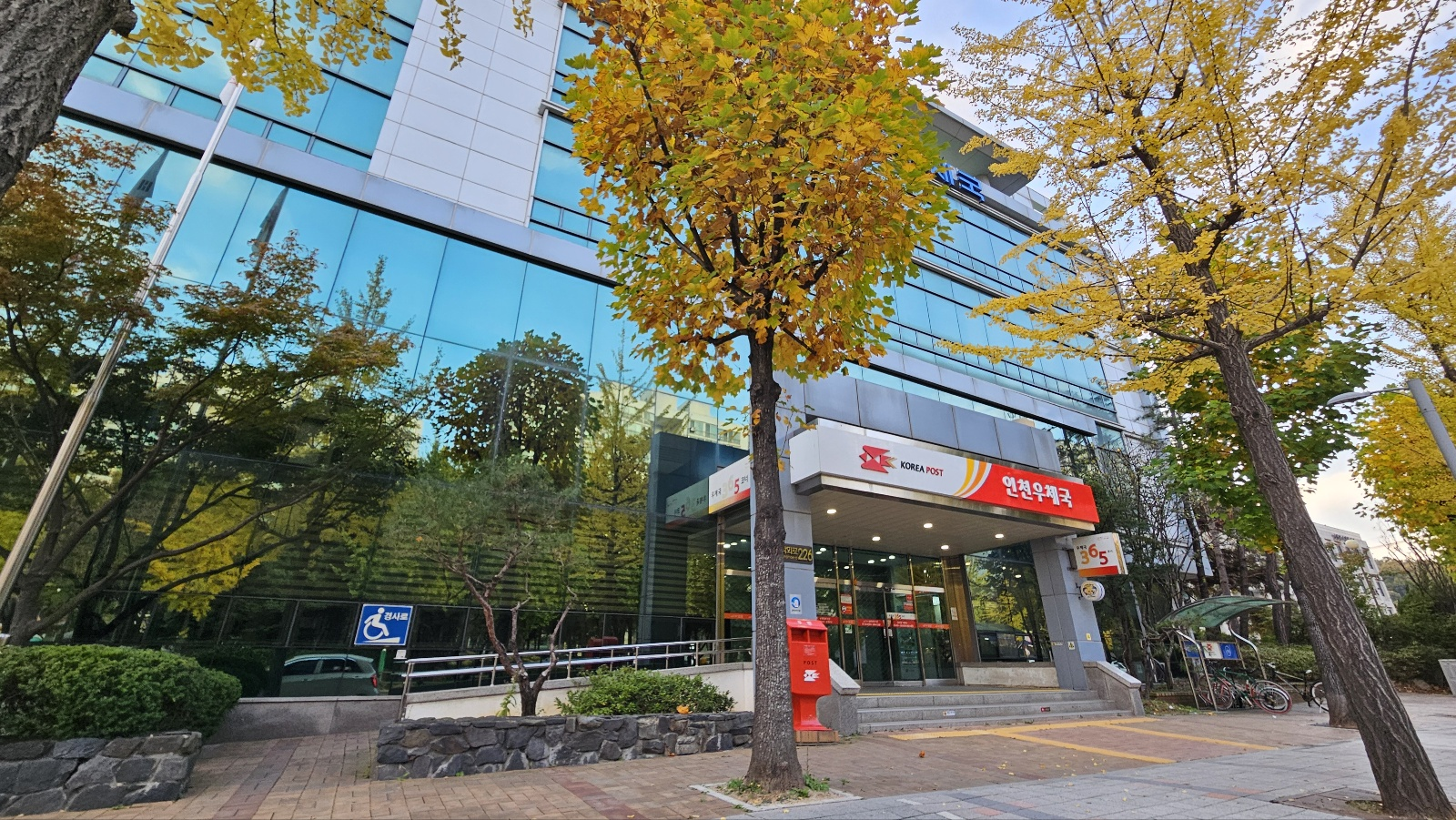
인천우체국 가을풍경
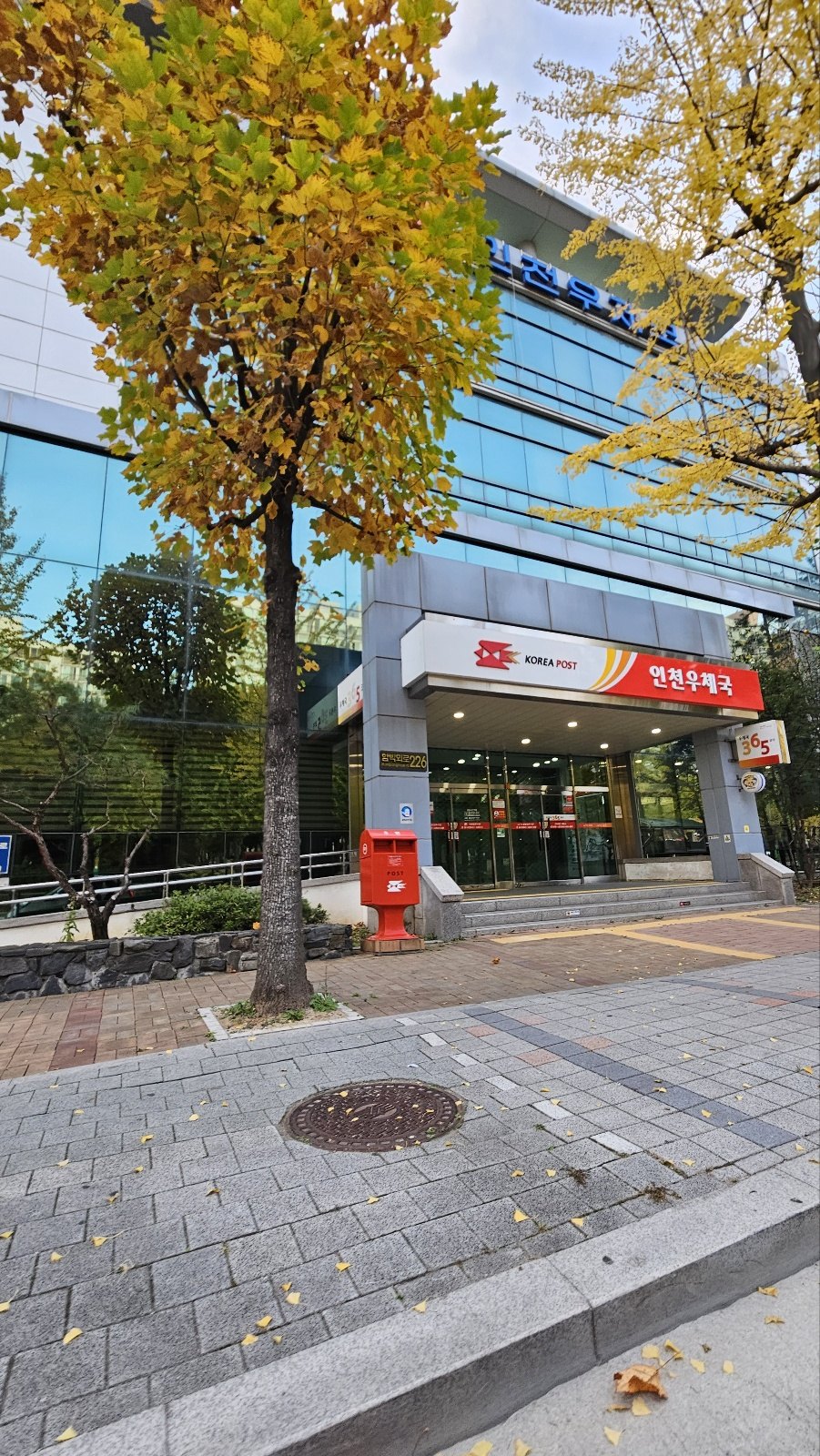
인천우체국 가을
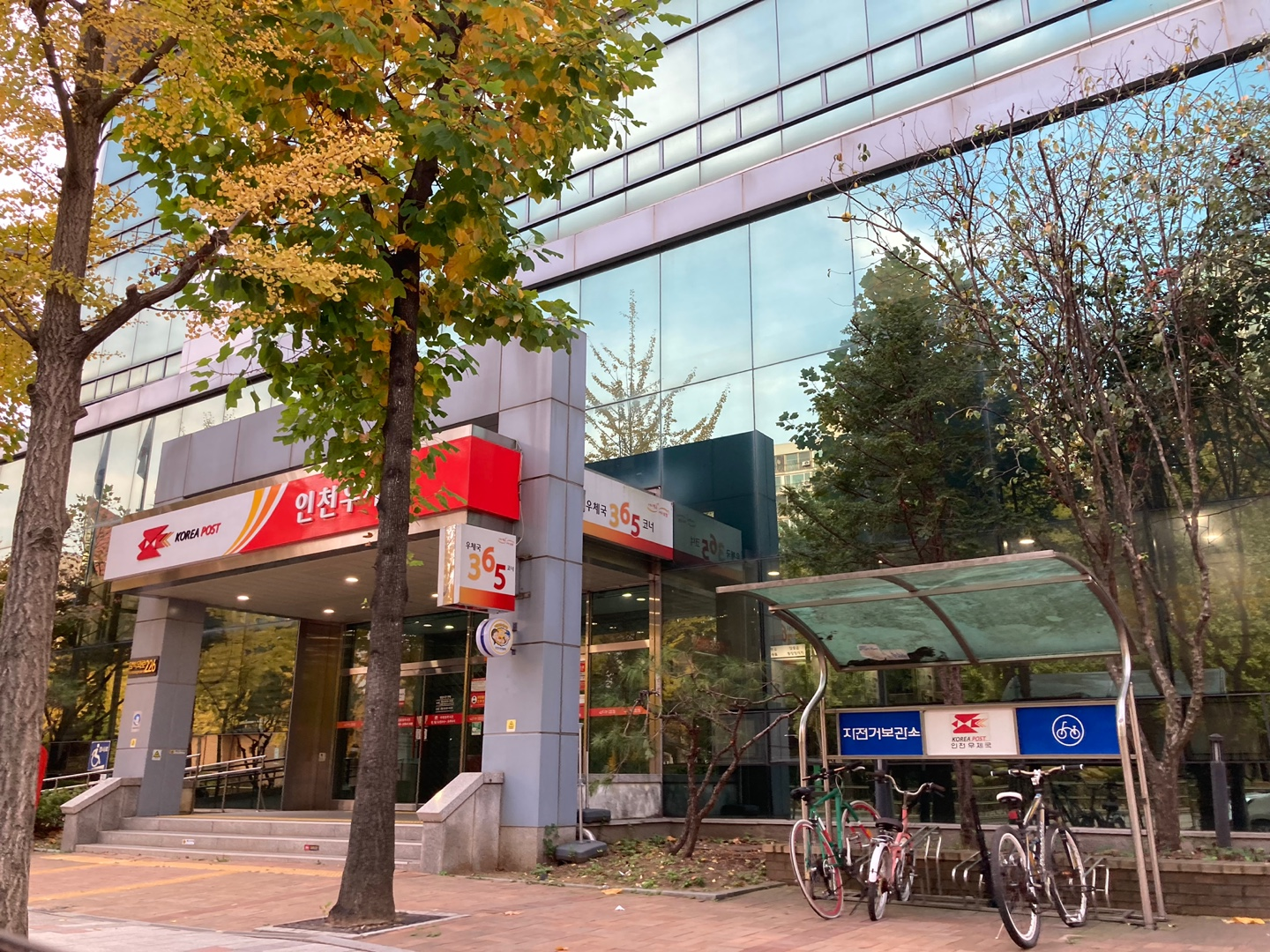
인천우체국 외관